# 1934 Jeffers
Az 1934 Jeffers (ideiglenes jelöléssel 1972 XB) a Naprendszer kisbolygóövében található aszteroida. Arnold Richard Klemola fedezte fel 1972. december 2-án.